# 文昌鶏
文昌鶏(ぶんしょうどり、英: Wenchang chicken)は、中華人民共和国海南省文昌市産の鶏。また、その鶏を用いた鶏肉料理である。

## 概要
海南には「鶏がなければ宴会にならない」という言葉もあるほど鶏肉料理は親しまれており、近代以降に文昌の人々が南洋に広がるのに合わせれ、文昌鶏も海南島の外にも広がり、やがて東南アジア全体に知られる人気のある食材、料理となった。

## 鶏
小さく肉厚の地鶏は、ココナッツやラッカセイの糠を餌として育てられる。市場に出る前の最後の2か月は、地上の鶏小屋で飼育される。

### 由来
明の政治家丘浚（1418年 - 1495年）が海南に帰省し、北京に戻るときに文昌を通って鶏を何羽か持ち帰り、成化帝に献上した。鶏を食べた成化帝は「鶏出文化之郷，人傑地霊，文化昌盛，鶏亦香甜，真乃文昌鶏也!（この鶏は文化の里から来た。優秀な人物が出た土地は有名になり、文化が栄え、鶏もおいしくなる。まさに文昌の鶏だ）」と称えたことで文昌鶏の名が付き、評判が全国に広まった。
文昌潭牛鎮の天賜村が文昌鶏の発祥地とされる。天賜村ではガジュマルの木がよく育ち、鶏はガジュマルの木の実を突こうと飛び跳ねるため、歯ごたえのある鶏肉になると言われている。
文昌鶏養殖基地も作られているが、飼育法には従来の放し飼いが守られている。エサにも飼料は使わず、鶏はヤシの実をよくつついている。

## 料理
料理としての「文昌鶏」は、文昌鶏で作った白切鶏を指すのが一般的である。文昌鶏の伝統的な食べ方でもある。
文昌鶏は、海南省ではよく知られている料理である。最も代表的かつ伝統的な調理法は「白切」であり、毛を抜いた丸鶏を熱湯に浸して柔らかさを保持したまま加熱調理する。その後、微塵切りにしたショウガや塩を含むミックススパイスに浸す。文昌鶏の皮は黄色く脂ぎった見た目だが、肉は乾いており、養鶏場の鶏よりも歯ごたえがある。この料理や「白切鶏」及び派生の「海南鶏飯」は中国本土の他、香港や台湾、その他の東南アジアの国々でも人気がある。